# Zilbermintzgambiet
Het Zilbermintzgambiet is de naam van een tweetal gambieten in de opening van een schaakpartij, welke vernoemd zijn naar de Russisch-Amerikaanse schaker Lev D. Zilbermintz. In de Engelstalige schaakwereld wordt veelal de spelling Zilbermints gebruikt.

## Het Zilbermintzgambiet in de Grobopening
Het Zilbermintzgambiet is een subvariant van de Grobopening, welke valt onder ECO-code A00, de onregelmatige openingen. Het gambiet heeft als beginzetten
1. g4 d5
2. e4

## Het Zilbermintzgambiet als voortzetting van het Englundgambiet
Het Zilbermintzgambiet is ook een subvariant van het Englundgambiet:
1. d4 e5 (het Englundgambiet)
2. dxe5 Nc6
3. Nf3 Nge7
Met als doel het koningspaard om te spelen naar g6 en de pion terug te winnen. Dit gambiet heeft de ECO-code A40.